# Real Sporting de Gijón
O Real Sporting de Gijón, conhecido como Real Sporting, Sporting Gijón, ou simplesmente Sporting (que embora em um contexto internacional isso possa causar confusão com o Sporting Clube de Portugal), é um clube de futebol profissional espanhol, da cidade de Gijón, nas Astúrias. É, curiosamente, um clube com pouquíssimos títulos (tendo vencido apenas a segunda divisão da temporada 1977/1978, e a terceira divisão de 1966/1967), embora frequentemente figure no alto cenário espanhol de futebol. Foi fundado em 1 de julho de 1905 e disputa suas partidas no El Molinón, o mais antigo estádio de futebol da Espanha, com capacidade para 30.000 pessoas.

## História

### Anos recentes

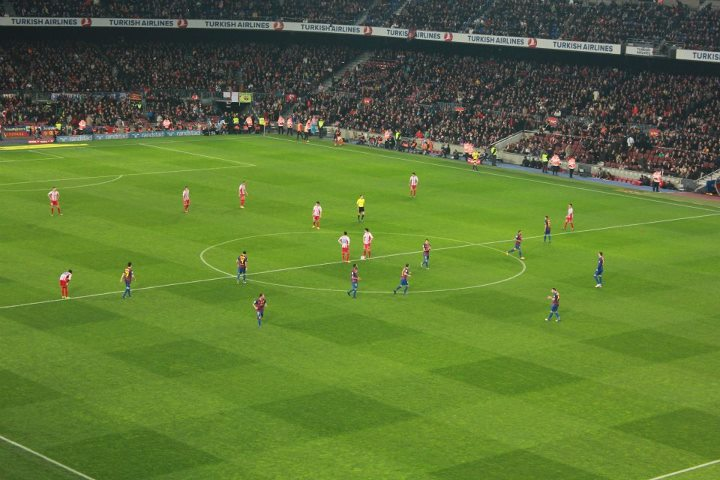
F. C. Barcelona x Sporting de Gijón.

Atualmente está na temporada 2008/09 da primeira divisão espanhola, após obter o acesso ao terminar em terceiro na temporada 2007/08 da Segunda Divisão, onde participava há 10 anos
. Antigamente, manteve-se na elite do Futebol Espanhol disputando a 1ª Divisão por 36 anos, conseguindo o vice-campeonato da La Liga, assim como dois vices na Copa do Rei e seis participações em competições continentais.
Ocupa a posição de #175 no ranking histórico da IFFHS, sendo a única equipe das Astúrias na lista, além de figurar na posição #15 no ranking de futebol espanhol.
Em 28 de junho de 2022, o acionista majoritário Javier Fernández vendeu o clube para o grupo mexicano Orlegi Sports por 43 milhões de euros, tornando-se assim a segunda venda mais alta de um clube na Espanha. Alejandro Irarragorri se tornou o primeiro presidente estrangeiro do clube.

## Titulo
Campeonato Espanhol - 2ª Divisão: 5

## Elenco
- Atualizado em 8 de dezembro de 2024.[7]

Legenda
- : Capitão